# Alabarca
Alabarca (in greco antico: ἀλαβάρχης?, alabàrches) è il titolo che i Greci attribuivano agli ufficiali della dogana di Alessandria durante il periodo ellenistico e quello romano. Il titolo di alabarca è diverso da quello di etnarca, che si riferisce ad un capo magistrato di un particolare gruppo etnico all'interno di un territorio o di una città. 

## Esempi
(E. Mary Smallwood)
(Joseph M. Modrzejewski)

## Storia
I seguenti alabarca sono noti per nome: 
- Tiberio Giulio Alessandro Maggiore
- Tiberio Giulio Alessandro, figlio del precedente
- Demetrio